# Classic Loire Atlantique 2023
La Classic Loire Atlantique 2023, ventitreesima edizione della corsa, valida come evento dell'UCI Europe Tour 2023 categoria 1.1 e come terza prova della Coppa di Francia 2023, si svolse il 18 marzo 2023 su un percorso di 182,8 km, con partenza e arrivo a La Haie-Fouassière, in Francia. La vittoria fu appannaggio del francese Axel Zingle, il quale completò il percorso in 4h27'17", alla media di 41,035 km/h, precedendo il neozelandese Laurence Pithie e l'olandese Maikel Zijlaard.
Sul traguardo di La Haie-Fouassière 98 ciclisti, dei 120 partiti dalla medesima località, portarono a termine la competizione.

## Squadre e corridori partecipanti
| N.    | Cod. | Squadra                    |
| ----- | ---- | -------------------------- |
| 1-7   | ACT  | AG2R Citroën Team          |
| 11-17 | GFC  | Groupama-FDJ               |
| 21-27 | COF  | Cofidis                    |
| 31-37 | ARK  | Team Arkéa-Samsic          |
| 41-47 | TEN  | TotalEnergies              |
| 51-57 | AUB  | St Michel-Mavic-Auber93    |
| 61-67 | UCN  | CIC U Nantes Atlantique    |
| 71-77 | NMC  | Nice Métropole Côte d'Azur |
| 81-87 | TUD  | Tudor Pro Cycling Team     |

| N.      | Cod. | Squadra                     |
| ------- | ---- | --------------------------- |
| 91-97   | EUS  | Euskaltel-Euskadi           |
| 101-107 | HPM  | Human Powered Health        |
| 111-117 | BEB  | Bolton Equities Black Spoke |
| 131-137 | BBH  | Burgos-BH                   |
| 141-147 | GDM  | Materiel-Velo.com           |
| 151-157 | TEC  | Team Ecoflo Chronos         |
| 161-166 | SPC  | Saint Piran                 |
| 171-177 | BPC  | BHS-PL Beton Bornholm       |
| 181-187 | TFB  | Team Flanders-Baloise       |

## Ordine d'arrivo (Top 10)
| Pos. | Corridore       | Squadra   | Tempo    |
| ---- | --------------- | --------- | -------- |
| 1    | Axel Zingle     | Cofidis   | 4h27'17" |
| 2    | Laurence Pithie | Groupama  | s.t.     |
| 3    | Maikel Zijlaard | Tudor     | s.t.     |
| 4    | Paul Penhoët    | Groupama  | s.t.     |
| 5    | Colin Joyce     | Human     | s.t.     |
| 6    | Gotzon Martín   | Euskaltel | s.t.     |
| 7    | Donavan Grondin | Arkéa     | s.t.     |
| 8    | Romain Cardis   | St Michel | s.t.     |
| 9    | Emmanuel Morin  | U Nantes  | s.t.     |
| 10   | Damien Touzé    | AG2R      | s.t.     |